# Places (album de Brad Mehldau)
Pour les articles homonymes, voir Places.
Albums de Brad Mehldau Trio
The Art of the Trio, Vol. 4: Back at The Vanguard
(1999) Progression: The Art of the Trio, Vol. 5
(2001)
Places est un album en trio du pianiste de jazz américain Brad Mehldau sorti le 5 septembre 2000chez Warner Bros. Records. Le disque alterne des morceaux en trio et en solo.
Les 11 compositions qui figurent sur cet album ont été écrites en tournée. À mi-chemin seulement Brad Mehldau s'est aperçu qu'elles développaient des idées similaires : le thème du voyage, des riffs ou des vamps à la Keith Jarrett...
L'album est conçu comme un cycle, à la façon d'Elegiac Cycle. Le thème de Los Angeles est le fil conducteur de l'album (Mehldau y vivait à l'époque). La réapparition du thème joue sur la mémoire de ce thème, ainsi ce thème représente un chez soi, mais vu de loin.

## Liste des pistes
Toute la musique est composée par Brad Mehldau.
| No  | Titre                          | Durée |
| --- | ------------------------------ | ----- |
| 1.  | Los Angeles                    | 5:22  |
| 2.  | 29 Palms (piano solo)          | 5:08  |
| 3.  | Madrid                         | 6:07  |
| 4.  | Amsterdam (piano solo)         | 3:39  |
| 5.  | Los Angeles, no 2 (piano solo) | 5:18  |
| 6.  | West Hartford                  | 5:40  |
| 7.  | Airport Sadness (piano solo)   | 4:45  |
| 8.  | Perugia (piano solo)           | 3:52  |
| 9.  | A Walk in the Park             | 6:00  |
| 10. | Paris (piano solo)             | 6:31  |
| 11. | Schloss Elmau                  | 6:33  |
| 12. | Am Zauberberg (piano solo)     | 7:07  |
| 13. | Los Angeles (Reprise)          | 3:30  |

## Personnel
- Brad Mehldau - piano
- Larry Grenadier - contrebasse
- Jorge Rossy -  batterie